# Ephippiochthonius troglophilus
Espèce
Synonymes
- Chthonius troglophilus Beier, 1930
- Chthonius cavicola Gardini, 1990

Ephippiochthonius troglophilus est une espèce de pseudoscorpions de la famille des Chthoniidae.

## Distribution
Cette espèce est endémique d'Italie. Elle se rencontre en Ligurie et au Piémont dans des grottes.

## Description
Le mâle holotype mesure 1,8 mm.
Les mâles mesurent de 1,45 à 1,78 mm et les femelles de 1,4 à 1,95 mm.

## Publication originale
- Beier, 1930 : Neue Höhlenformen der Gattung Chthonius (Pseudoscorp.). Annali del Museo Civico di Storia Naturale di Genova, vol. 55, p. 71-74 (texte intégral).